# Anton Eglauer
Anton Eglauer (* 12. Juni 1752 in Linz; † 21. April 1824 in Wien) war ein österreichischer Jesuit, Büchersammler und Privatgelehrter.

## Leben
Eglauer trat mit 16 Jahren in die Gesellschaft Jesu ein und studierte in Leoben und Graz. In Wien wurde er zum Priester geweiht. In Linz war er als Katechet an der Normalschule tätig. 1790 kam er wieder nach Wien, wo er neben der Seelsorge auch als Verfasser und Herausgeber von Schriften zur Missionsgeschichte tätig war. Er starb in Wien und wurde vom späteren Kardinal Rauscher auf dem – für Beerdigungen eigentlich schon gesperrten – Kirchhof der Hütteldorfer Pfarrkirche begraben.
Er soll bei seinem Tod über 6000 Bücher besessen haben, die er seinem Orden vermachte, wenn dieser innerhalb von 25 Jahren nach seinem Tod auch in Österreich wiederhergestellt würde. Seine Sammlung wurde schließlich im 1837 neu gegründeten Jesuitenkloster am Linzer Freinberg (dem heutigen Kollegium Aloisianum) aufgestellt.

## Werke
- Die Missionsgeschichte späterer Zeiten, oder gesammelte Briefe der katholischen Missionare aus allen Theilen der Welt. Ein wichtiger Beytrag zur Natur-, Länder- und Völkerkunde, vorzüglich aber zur christlichen Erbauung. Nicolaus Doll, Augsburg 1794ff. (Digitalisate: Briefe aus Japan Teil 1; Teil 2; Teil 3; Briefe aus Ostindien Teil 1; Teil 2; Teil 3)
- Gesammelte Briefe des heiligen Franciscus Xaverius, des grossen Indianerapostels aus der Gesellschaft Jesu. Als Grundlage der Missionsgeschichte späterer Zeiten: zugleich ein wichtiger Beytrag zur Natur- Länder- und Völkerkunde, vorzüglich aber zur christlichen Erbauung. Nicolaus Doll, Augsburg 1794ff. (Digitalisate: Teil 1; Teil 2; Teil 3)